# Boniface de Valperga
Pour les articles homonymes, voir Valperga (homonymie).
Boniface de Valperga (Bonifacio di Valperga en italien), mort le 25 avril 1243, est un ecclésiastique piémontais, évêque d'Aoste de 1219/1220 à 1243. Il est reconnu bienheureux  par l'Église catholique.
Il est fêté le 25 avril.

## Origine
Boniface nait à Turin, il est le fils de Matteo de Valperga comte dans le Canavais et d'Anne de Villars. Son oncle est le bienheureux Arduino évêque de Turin (1187-1203) et sa tante la bienheureuse bénédictine Berthe.

## Biographie
Boniface entre très jeune chez les bénédictins de l'Abbaye de Fruttuaria avant de devenir chanoine puis prieur de la collégiale de Saint-Ours d'Aoste. Il semble avoir accédé à l'évêché d'Aoste dès le 17 juillet 1219 lors du transfert de son prédécesseur Jacques, mais le premier acte dans lequel il apparaît est de février 1220 « Feria VII mensis februarii ». Il se rend rapidement célèbre par son amour de la paix de la justice et sa charité. Son culte local se développe rapidement après sa mort qui est enregistrée dans le nécrologe de la collégiale un 25 avril « VII Kal. Maii Ob. et Dominus Bonifacius beatæ memoriæ espiscopi Augustenses et prior S. Ursi » et dans le martyrologe de la Cathédrale d'Aoste qui précise l'année « AD Incarnationnis M. CC. XLIII. ».
Selon sa volonté il est inhumé dans la collégiale de Saint-Ours. Une cinquantaine d'années après sa disparition son corps est transféré dans la Cathédrale d'Aoste. En 1291 un autel lui est dédié et dès 1302 une lampe brûle nuit et jour devant son tombeau. Ses ossements sont relevés le 22 août 1551 et transférés dans la sacristie des reliques. Le 4 novembre 1783, ils sont déposés dans une nouvelle urne qui a été exposée depuis 1817 à la vénération des fidèles. Son culte n'est cependant reconnu officiellement par le pape Léon XIII que le 28 avril 1890 et des fêtes sont organisées en son honneur en septembre de la même année à Aoste. Sa fête est fixée au 25 avril d’après le Martyrologe romain.